# Helophorus parasplendidus
Helophorus parasplendidus är en skalbaggsart som beskrevs av Angus 1970. Helophorus parasplendidus ingår i släktet Helophorus och familjen halsrandbaggar.

## Underarter
Arten delas in i följande underarter:
- H. p. parasplendidus
- H. p. sperryi